# Alfredo de Freitas Branco
Alfredo António Maria de Castro Leal Teles de Meneses de Vasconcelos de Bettencourt de Freitas Branco (Funchal, 1 de janeiro de 1890 — Funchal, 28 de fevereiro de 1962), ̃1.º visconde de Porto da Cruz, foi um intelectual e político madeirense, monárquico e apologista dos nacionalismos exacerbados fascistas, que se distinguiu no campo da etnografia e como historiador de música, em especial do folclore do Arquipélago da Madeira.

## Biografia
Na sua cidade natal frequentou os estudos primários na Escola do Hospício D. Maria Amélia (Hospício da Princesa Dona Maria Amélia) e no Colégio de D. Laura Estela. Em 1901 foi enviado para Lisboa, para frequentar os estudos secundários como aluno interno no Colégio de Campolide, uma instituição jesuíta. Contudo, problemas de saúde obrigam ao seu regresso à Madeira vindo a terminar o curso no Liceu Nacional do Funchal.
Terminado o ensino liceal, voltou para Lisboa, onde se matriculou no curso Curso Superior das Alfândegas, posteriormente designado Curso de Ciências Económicas e Financeiras, que concluiu. No entretanto, após a implantação da República Portuguesa a 5 de outubro de 1910, as suas convicções monárquicas levaram-no a participar na luta contra os republicanos na procura do restabelecimento da monarquia. Exilou-se em Espanha, tendo participado a partir da Galiza nas malogradas incursões monárquicas de 1911-1912, comandadas por Henrique de Paiva Couceiro. Foi ajudante do tenente Ornelas e Vasconcelos e entrou em Chaves sob o comando do capitão Sousa Dias. Após o combate nessa localidade, travado a 8 de Julho de 1912, fugiu exilado para França. Aí conviveu com os apoiantes da Action Française (AF) de Charles Maurras, o grupo nacionalista que inspirou a criação do Integralismo Lusitano, movimento a que aderiu.
Em 1914, com o início da Primeira Guerra Mundial, regressou a Portugal e incentivado por seu tio João de Freitas Branco a completar a sua formação académica, matriculou-se no curso de Direito da recém-criada Faculdade de Ciências Económicas e Políticas de Lisboa, que em 1913 iniciara o seu funcionamento como Faculdade de Estudos Sociais e de Direito (hoje a Faculdade de Direito da Universidade de Lisboa). Não chegou a finalizar o curso.
Em resultado da sua experiência em Paris, de regresso a Lisboa aderiu ao Integralismo Lusitano e iniciou um período de intensa actividade em defesa dos princípios integralistas, proferindo conferências e publicando na imprensa. No Funchal, em  maio de 1915, fundou com Ramon Rodrigues o semanário O Realista, um periódico monárquico, que foi suspenso no mesmo mês, devido ao golpe das espadas que destituiu o governo liderado por Pimenta de Castro.
Foi por estes ano que publicou as primeiras obras, nomeadamente os romances O Destino: Romance Histórico (1915) e Anna Clara (1916). No ano seguinte publicou No Exílio: Scenas da Vida dos Conspiradores Monarchicos (1917) e Charcos (1917), que obras que reflectem as suas vivências durante o período em que esteve no exílio.
Ingressou como cadete na Escola de Guerra, onde concluiu a especialidade de Artilharia. Apoiante de Sidónio Pais, foi um dos militares que participaram na prisão do seu assassino. Contudo, em 29 de maio de 1919, foi demitido em consequência da sua acção durante o consulado sidonista, já que fora um dos militares responsáveis pela formação das juntas militares que apoiaram a ditadura.
No início da década de 1920, começou a manifestar uma faceta anti-semita, especialmente nos artigos publicados na revista Acção Realista. Em dois artigos ali publicados, no número 3, de 1 de Julho de 1924, intitulado «O Perigo Judeu I» e no número 5, de 1 de Agosto de 1924, denominado «Perigo Judeu II» expressa o seu pensamento antijudaico.
Em 1928 publicou a obra Paixão e morte de Sidónio, onde descreve o contexto social e político em que se vivia no país nos últimos tempos do consulado de Sidónio Pais, considerando-o como o homem que os portugueses amavam e veneravam como um herói e reputando o ex-presidente como o maior português do século e o precursor de Benito Mussolini.
Nacionalista e anti-semita, durante a Segunda Guerra Mundial assumiu-se como germanófilo e esteve em Berlim ao serviço da Alemanha Nazi, onde proferiu várias palestras ao microfone da Rádio Berlim, a emissão portuguesa em onda curta da Reichs-Rundfunk-Gesellschaft, em Portugal conhecida por Rádio Berlim, a emissora da Alemanha Nazi, sob o título «Pontos nos ii». Estas palestras radiofónicas da Reichesrundfunk, emitidas a partir do estúdios dos serviços de rádio para as emissões em português e outras línguas latinas situados em Bad Mergentheim, em Württemberg, procuravam transmitir aos falantes de língua portuguesa propaganda favorável às posições do governo alemão. Assumiu depois publicamente as suas simpatias pela Alemanha nos seus textos biográficos e obras de memórias políticas, tendo anos mais tarde, publicado obras em que descreveu os acontecimentos que presenciou durante o período em que esteve na Alemanha, nomeadamente as obras Como Vi o Fim da Guerra na Alemanha (1946), Memórias da Guerra na Alemanha (1954) e Contos Vividos na Guerra (1954).
Nos anos da década de 1950 voltou à rádio como locutor radiofónico num programa semanal da Rádio Madeira, a Estação Rádio da Madeira (CSB90), intitulado Comentários ao acaso..., no qual apresentava o seu ponto de vista sobre assuntos de interesse público. Nestas palestras tinha como público-alvo um grupo heterogéneo, constituído por todas as classes sociais, e focava diversos assuntos de interesse público, da sociedade do seu tempo. Segundo afirmou, as suas intenções com estas palestras eram «de facilitar aos governantes a sua acção e aos governados, ao povo, a oportunidade de conhecerem alguma coisa das doutrinas sociais e cristãs», de modo a que percebessem «a verdade das doutrinas e o que são as mistificações dos que deturpam por razões e para fins diversos».
Foi director da “Revista Portuguesa” e colaborou no “ Diário da Manhã”, “Diário de Notícias, “Brotéria”, “Arqueologia e história”, “Das Artes e da História da Madeira”, entre outros.
Era sócio de múltiplas associações, entre as quais a Associação dos Arqueólogos Portugueses, o Instituto de Coimbra, a Sociedade de História, Arqueologia e Etnografia, a Sociedade de Intelectualismo Espanhol, a Associação dos Escritores e Homens de Letras do Porto, a Academia Brasileira de Ciências Sociais e Políticas, a Academia Francesa de l’Ordre de Bevain, a Sociedade Humanística de Paris, a Sociedade Portuguesa de Escritores,  a Liga para a Protecção da Natureza e a Sociedade Columbófila da Madeira. Em 1920 foi distinguido com o grau de cavaleiro da Unión Caballeresca e em 1952 foi feito comandante da Ordre du Devoir pelo Institut Humaniste de Paris, pelos seus serviços culturais.

## Obras publicadas
Deixou uma vasta obra, da qual fazem parte textos de diferentes géneros literários, que abordam variadas temáticas, entre as quais se destacam os romances, as novelas, os contos, o teatro, as biografias, as memórias, a política, a etnografia e ainda vários estudos ou textos sobre a natureza, a economia, o folclore e o turismo madeirenses.
Entre outras, o Visconde do Porto da Cruz é autor das seguintes obras:
- O Destino: Romance Histórico (1915);
- Ana Clara (1916);
- Charcos (1917);
- No Exílio – Scenas da Vida dos Conspiradores Monarchicos (1917);
- Auto da Primavera (1919);
- Madrinha de Guerra: Comédia em um Acto (1919);
- A Canção de Solveig: Peça em 3 Actos (1922);
- Esboços (1926);
- Paixão e Morte de Sidónio (1928);
- Um Escândalo “Elegante”: Novela Satírica (1928);
- A Viagem Aventurosa de Suvenine Boliface a Zelztrufs (1934);
- Fauna Marítima do Arquipélago da Madeira (1934);
- Trovas e Cantigas Madeirenses (1934);
- Os Primos Teixeiras: Fantasia Humorística (1935);
- A Estada de Cristovam Colombo na Madeira (1936);
- A Revolução Literária de Ibsen (1937);
- A Fauna Marítima da Madeira (1940);
- O Romance de Ana Clara (1943);
- Como vi o Fim da Guerra na Alemanha (1946);
- Danças Madeirenses (1946);
- Notas e Comentários para a História Literária da Madeira, I Volume 1º. Período, 1420-1820 (1949);
- Olhando o Passado… Considerando o Futuro (1949);
- Auto da Primavera (2.ª ed., 1950);
- Notas e Comentários para a História Literária da Madeira. II Volume 2º. Período: 1820-1910 (1950);
- O Mistério de João Cristóvão (1950);
- Fantoches (1951);
- No Mundo dos Bichos (1951);
- A Política Social na Lição de História (1953);
- Notas e Comentários para a História Literária da Madeira. III Volume 3.º Período: 1910-1952 (1953);
- A Revolta: Romance (1954);
- Contos Vividos na Guerra (1954);
- Crendices e Superstições do Arquipélago da Madeira (1954);
- Danças e Músicas do Arquipélago da Madeira (1954);
- Lendas do Arquipélago da Madeira (1954);
- Memórias da Guerra na Alemanha (1954);
- Trovas e Cantigas do Arquipélago da Madeira (1954);
- Folclore Madeirense (1955);
- O Trajo do Arquipélago da Madeira (1955).

## Dados genealógicos
Foi o 1.º visconde do Porto da Cruz, título autorizado por D. Manuel II de Portugal, no exílio, em abril de 1921, e reconhecido pelo Conselho da Nobreza em 1949.
Nasceu na cidade do Funchal, na ilha da Madeira, filho de Luís Vicente de Freitas Branco e de Ana Augusta de Castro Leal Freitas Branco.
Seu padrinho foi D. Miguel Vaz de Almada (1858-1916), 15.º representante do título de conde de Avranches de França, que o terá impulsionado para o afilhado escrever o seu primeiro artigo. Que era casado com Leocádia Silvana de Sant’Ana e Vasconcelos, pertencente a uma ilustre família madeirense, filha de João de Sant’Ana e de Vasconcelos Moniz de Bettencourt referido no segundo volume da «História Literária», acima citada.
Luís Vicente Freitas Branco, o pai do Visconde do Porto da Cruz, era filho do conselheiro Silvano de Freitas Branco (1828-1918) e irmão de João de Freitas Branco (1855-1910), um dramaturgo com obra publicada, e do advogado Fidélio de Freitas Branco (1861-1918), pai dos compositores Luís de Freitas Branco e Pedro de Freitas Branco.
Casou com Beatriz Manuela Tavares de Almeida Carvalho Larica, com quem teve cinco filhos, entre os quais Silvano José de Freitas Branco (1925-2013) que viria a usar o título de 2.º visconde do Porto da Cruz.